# Walter Weilshaeuser
Walter Weilshaeuser, auch Walter Weilshäuser, (* 14. Juni 1880 in Breslau; † um 1968) war ein deutscher Journalist. 
Walter Weilshaeuser war Journalist und von 1920 bis 1939 sowie von 1949 bis 1957 Chefredakteur der Siegener Zeitung. Nach eigener Darstellung wurde er 1939 durch den NSDAP-Gau Westfalen-Süd aus dem Amt gedrängt und durch den damaligen Gaukulturwart Friedrich Alfred Beck ersetzt.

## Schriften
- Zeitungsstil., Deutsche PresseKorrespondenz (Rudolstadt) vom 30. März 1922
- Die gute und die schlechte Bildmater. In: Zeitungs-Verlag (ZV) vom 17. September 1926, Sp. 2001f.
- Gegner und Freunde des Kleinstadtredakteurs. In: Zeitungs-Verlag (ZV) Nr. 9 vom 1. März 1930, Sp. 361–364